# Иван Василиевич сменя професията си
„Иван Василиевич сменя професията си“ (на руски: Иван Васильевич меняет профессию) е съветска кинокомедия от 1973 година на режисьора Леонид Гайдай по негов сценарий в съавторство с Владлен Бахнов.
Филмът е по мотиви от пиесата „Иван Василиевич“ на Михаил Булгаков.

## Сюжет
Във филма се разказва за младия съветски учен Шурик Тимофеев (Александър Демяненко), който изобретява машина на времето. Шурик, неговият съсед – педантичният домоуправител Иван Василиевич Бунша (Юрий Яковлев) и крадецът Жорж Милославски (Леонид Куравльов) попадат в Русия от XVI век, когато управлява цар Иван Грозни (също изигран от Юрий Яковлев). Василиевич който е двойник на руския цар и управлява за кратко време на негово място, докато Иван Грозни се крие в съвременния апартамент.
В края на филма се разбира, че всъщност ученият Тимофеев само е фантазирал, докато е бил в безсъзнание.

## Създатели
- Сценаристи: Владлен Бахнов, Леонид Гайдай
- Режисьор: Леонид Гайдай
- Оператор: Сергей Полуянов, Виталий Абрамов
- Художник: Евгений Куманков
- Композитор: Александър Зацепин
- Текст: Леонид Дербенев

## В ролите
- Юрий Яковлев – Иван Василиевич Бунша, кербуд / Йоан Васильович Грозни, цар
- Леонид Куравльов – Жорж Милославски
- Александър Демяненко – Шурик, инженер-изобретател
- Савелий Крамаров – Граф Феофан
- Наталия Селезньова – Зинаида Михайловна Тимофеева (Зина), филмова актриса и съпруга на Шурик (вокали – Нина Бродска)
- Наталия Белогорцева-Кръчковска – Уляна Андриевна, съпруга на Бунша
- Наталия Кустинска е блондинка, актриса и страст на режисьора Якин
- Владимир Етуш – Антон Семенович Шпак, зъболекар, съсед на Шурик
- Михаил Пуговкин е Карл Савелийович Якин, филмов режисьор и любовник на Зина
- Сергей Филипов е посланик на Швеция